# 彼得·伊拉切克
彼得·伊拉切克（捷克語：Petr Jiráček，1986年3月2日—）是捷克的一位已退役足球運動員。在場上司職中場。他也代表捷克國家足球隊參賽。 